# Franjevački samostan u Lučini
Franjevački samostan u Lučini  je bio samostan bosanskih franjevaca u Lučini kod Jajca.

## Položaj
Bio je smješten na desnoj obali Vrbasa, na zemljištu čiji je sadašnji vlasnik privatna osoba. Samostan se nalazio iznad turskog puta. U neposrednoj njegovoj blizini je pećina gdje je narod skrivao žito.

## Građa
Samostan je bio dimenzija 7 x 6 metara. Danas su ostali kameni temelji koji su još vidljivi. Zidovi su bili od pletenog pruća. Izbor materijala za zidove u svezi je s osmanskim zakonima koji nisu dopuštali gradnju novih crkvenih ni samostanskih zgrada, a ako je to i dopuštao, nisu smjeli biti od kamena.
Toponimi svjedoče da je uz samostan bio kompleks gospodarskih zgrada i nekretnina: Fratarsko vrelo, Fratarski mlin, Fratarska štala, Fratarski gaj, Fratarska luka (luka u starinskom hrvatskom jest livada) te vjerskih objekata i nastamba: Fratarska kuća, Oltarišće, Križ, Kužno groblje.
Na mjestu je Fratarske luke je današnji ATSP “Vrbas”. Iznad nje je bilo Kužno groblje koje je uništeno kad je građena magistralna cesta 1953. godine. Malo dalje je poduža zaravan zvana Lađa.

## Povijest
Jajački Hrvati su po dolasku Turaka ostali bez crkve sv. Katarine koju su Turci porušili, crkve sv. Marije koju su pretvorili u džamiju, toranj sv. Luke prenamijenili u minaret, a Turci su porušili franjevačke samostane u Jajcu, Grebenu i Jezeru. Nakon turskog osvajanja Jajca, franjevci iz Fojnice opsluživali su preostale katolike Hrvate iz Jajca. Da bi imali gdje odsjesti, fojnički franjevci su imali svoje sjedište na desnoj obali Vrbasa, u mjestu Lučini nedaleko od Jajca. Nastamba je izgorjela 1620. godine. Obnovljena je nekoliko godina poslije. Sve ukazuje da je to bila prostrana zgrada, jer je udomila sve fojničke franjevce nekoliko godina, nakon požara samostana i crkve 1664. godine.
Nakon požara 1620. franjevci se nastanjuju u Kozluku.
Lokacija još nije dobro arheološki istražena.